# Орловац Зденачки
Орловац Зденачки је насељено мјесто у саставу града Грубишног Поља, у Бјеловарско-билогорској жупанији, Република Хрватска.

## Географија
Орловац Зденачки се налази око 3 км западно од Грубишног Поља.

## Историја
Почетком 20. века политичка општина се налази у Грубишном Пољу, а црквена и православна парохија у Великм Зденцима. Школска деца похађају комуналну школу у Грубишном Пољу.

## Становништво
Према попису становништва из 2011. године, насеље Орловац Зденачки је имало 285 становника.
| Националност       | 1991. | 1981. | 1971. | 1961. |
| Срби               | 130   |       |       |       |
| Хрвати             | 106   |       |       |       |
| Југословени        | 4     |       |       |       |
| остали и непознато | 110   |       |       |       |
| Укупно             | 350   | '     | '     | '     |

| Демографија | Демографија | Демографија |
| Година      | Становника  | Становника  |
| ----------- | ----------- | ----------- |
| 1991.       | 350         |             |
| 2001.       | 262         |             |
| 2011.       |             | 285         |

## Попис1991.
На попису становништва 1991. године, насељено место Орловац Зденачки је имало 350 становника, следећег националног састава:
| Попис 1991.‍  | Попис 1991.‍  | Попис 1991.‍ | Попис 1991.‍ | Попис 1991.‍ |
| ------------ | ------------ | ----------- | ----------- | ----------- |
|              |              |             |             |             |
| Срби         | Срби         |             | 130         | 37,14%      |
| Хрвати       | Хрвати       |             | 106         | 30,28%      |
| Чеси         | Чеси         |             | 89          | 25,42%      |
| Мађари       | Мађари       |             | 20          | 5,71%       |
| Југословени  | Југословени  |             | 4           | 1,14%       |
| неопредељени | неопредељени |             | 1           | 0,28%       |
| укупно: 350  |              |             |             |             |